# Phylloscopus sarasinorum
Phylloscopus sarasinorum е вид птица от семейство Phylloscopidae. Видът е незастрашен от изчезване.

## Разпространение
Разпространен е в Индонезия.